# Sad Janka Kráľa

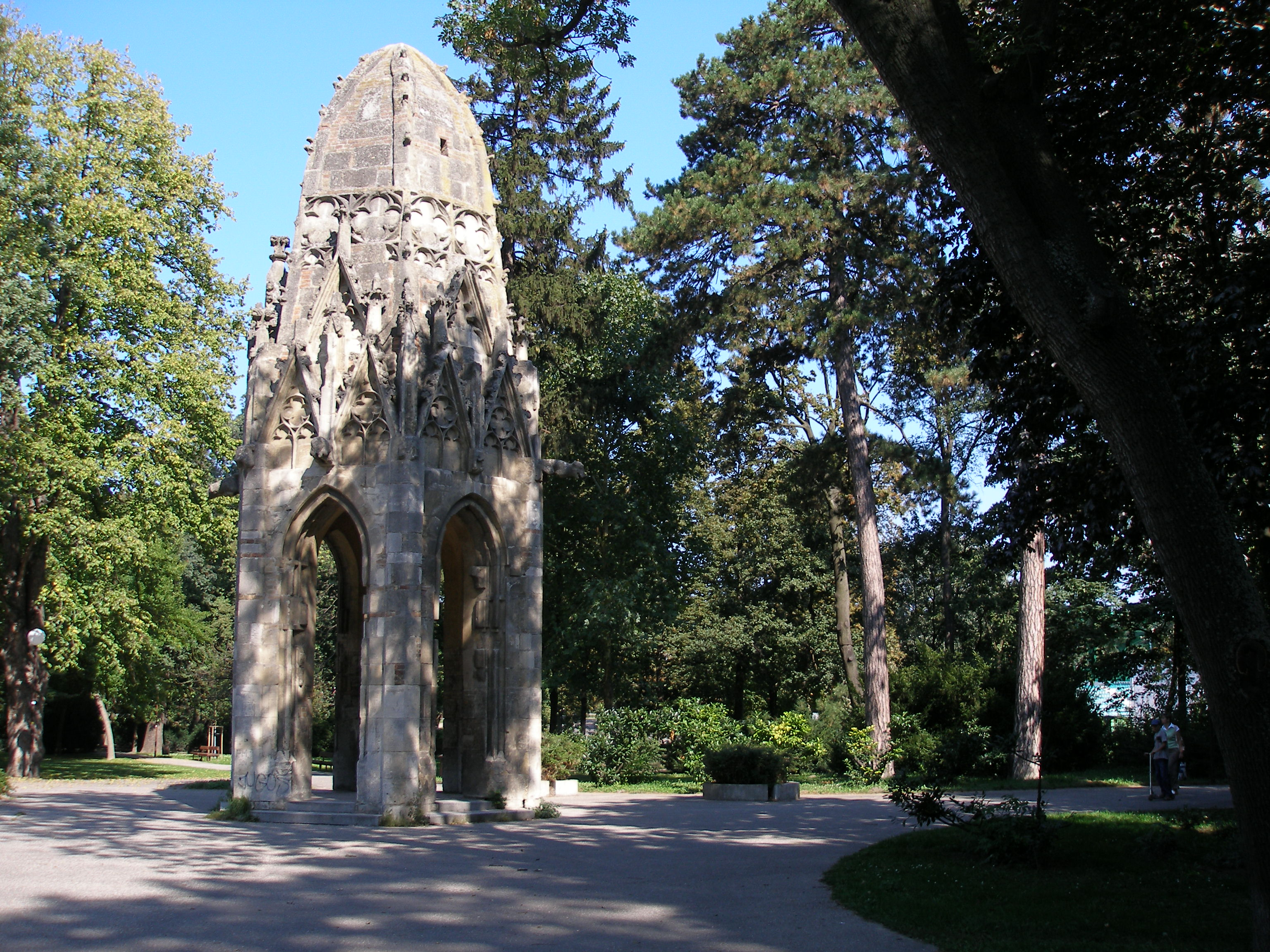
Dawna wieża gotycka, obecnie altana

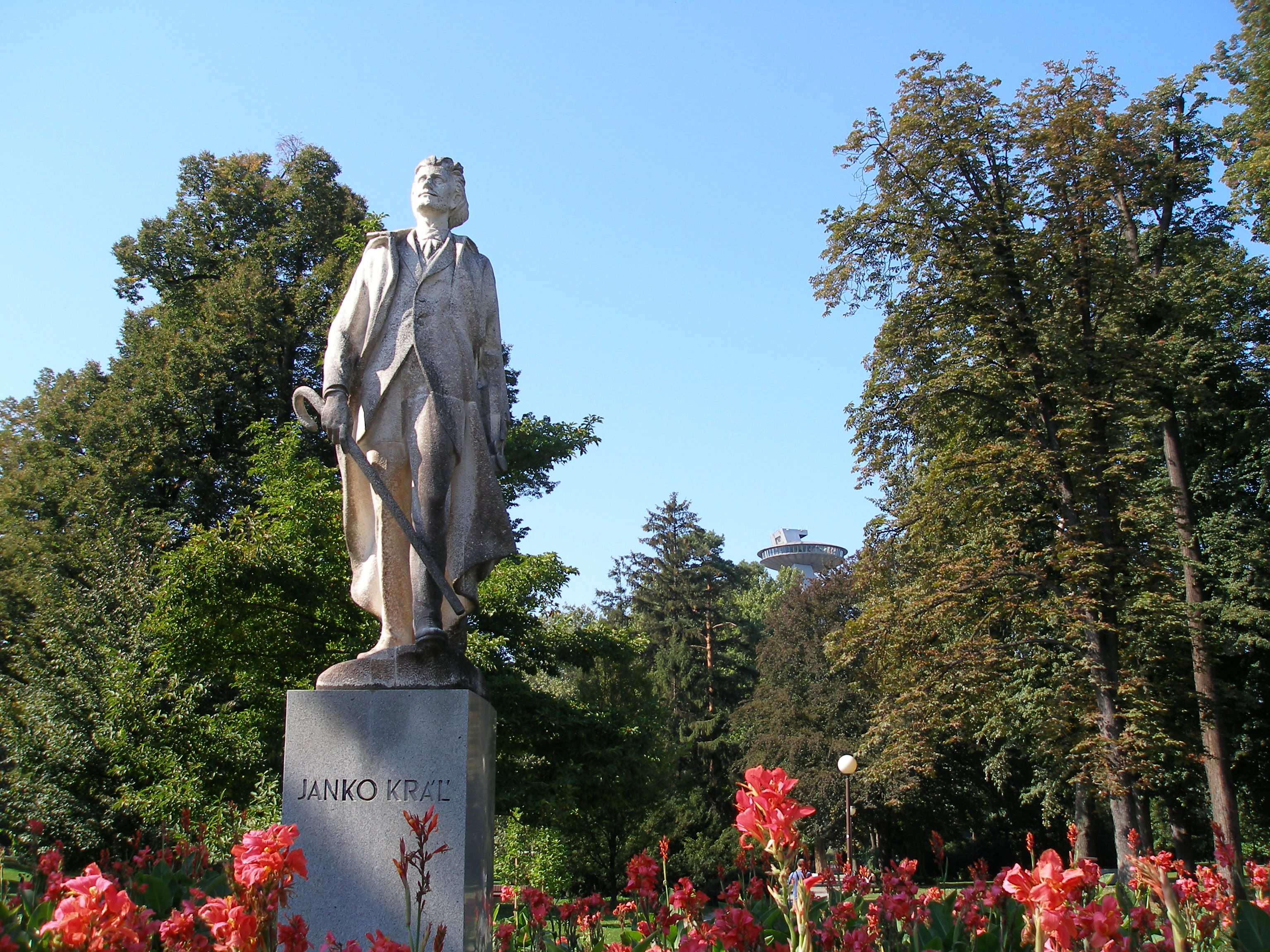
Pomnik Janka Kráľa autorstwa Františka Gibala

Sad Janka Kráľa (dawniej w latach 1921–1932 Petržalské sady; 1932 – 1945 Tyršove sady, niem. Städtischer Aupark, węg. Városi díszliget) – jeden z najstarszych publicznych parków Europy Środkowej. Znajduje się w bratysławskiej dzielnicy Petržalka, pomiędzy Starym a Nowym Mostem, nad brzegiem Dunaju. Zajmuje powierzchnię 42 hektarów. Po 1945 współczesnym patronem parku jest Janko Kráľ, poeta romantyczny i słowacki działacz narodowy.
Park powstał w latach 1774–1776 w stylu barokowego klasycyzmu. Dzisiejszy wygląd parku pochodzi z około 1839, w latach 70. XX wieku przeszedł wielką rekonstrukcję. Kolejna rewitalizacja miała miejsce w 2006, kiedy m.in. wycięto ponad 200 chorych drzew.
Obok parku znajduje się stadion klubu FC Petržalka oraz Teatr Arena, najstarszy w stolicy Słowacji. Jedną z największych atrakcji turystycznych są ruiny gotyckiej wieży, dawniej będącej częścią kościoła franciszkanów, a w 1897 przeniesionej do parku i służącej jako altana.
W 1987 teren parku, jako pierwszy w Europie Środkowej, został uznany za obszar chroniony. W ostatnich latach ochrona przyrody została zagrożona – w pobliżu powstała m.in. 96-metrowa Aupark Tower oraz hotel przy stadionie.